# Площа Берестейської унії (Львів)
Площа Берестейської унії — площа у Франківському районі міста Львова, недалеко від головного залізничного вокзалу (двірця) та поряд Привокзального ринку. Сполучає між собою вулиці Героїв УПА та Федьковича.

## Історія
Від 1898 року площа мала назву Берестейської унії, на честь об'єднання 1596 року Східної Церкви з Католицькою на соборі у Бересті. На часі німецької окупації площа називалася Кляйнермаркт (укр. Маленький ринок). У грудні 1944 року перейменована на площу Липневу. Помилково вважається, що її було названо на честь 27 липня 1944 року — дати вступу радянських військ до Львова під час другої світової війни. Однак насправді у той же час у Львові з'явилися окремі вулиці 27 Липня (перейменована 1992 року на вулицю Бортнянського) та 27 Липня бічна (перейменована 1992 року на вулицю Сорохтея). Площа ж Липнева носила попросту назву одного з місяців року, як і подібні вулиці Січнева, Лютнева чи Квітнева.
18 липня 2024 року начальник ЛОВА ухвалив рішення про перейменування понад 130 вулиць в населених пунктах Львівщини, спираючись на рекомендації робочої групи з питань декомунізації при Львівській ОВА, до якої увійшли, зокрема, історики, ветерани poсійcько-української війни та активні жителі громад. Таким чином, площа Липнева перейменована на площу Берестейської унії, тобто повернуто історичну назву площі, яку вона мала до початку другої світової війни.

## Забудова
Площа Берестейської унії забудована переважно триповерховими кам'яницями у стилях класицизм та віденська сецесія.
№ 2 — від 1950-х років тут була майстерня з ремонту меблів. Наприкінці 2000-х років тут містилися турфірма «Петбо» та магазин «Госптовари».
№ 3 — тут міститься ветеринарна аптека «Абсолют центр».
№ 4 — тут міститься аптека, яка за польських часів мала назву «Під білим лебедем», а власником її був Куркевич. У повоєнний час мала № 40. Нині тут відділення АТ «Таскомбанк».
№ 6 — від 1950-х років була чайна, нині тут відділення «А-Банку». В будинку до 1939 року мешкав український архітектор Лев Левинський.
№ 9 — за польських часів містилася цукерня «Краківська» Торчинської, Наприкінці 2000-х років тут містилося відділення банку «Фінанси та кредит», а нині — магазин-салон «Вікна-Перфект» та ветеринарна аптека «Леовет плюс». 
№ 10 (інша адреса — вул. Федьковича, 23) — за польських часів був магазин кухонного посуду Зільбер та фотоательє Бляуштайна, на часі німецької окупації — ресторан Найди і Мигаля, від часів СРСР — магазин «Сільгосппродукти». У 2015—2021 роках містилося відділення «Приватбанку», нині — аптека «БАМ».

## Транспорт
У 1950—1960-х роках на площі була автостанція, у 1970—1980-х роках — кінцева зупинка міських автобусних маршрутів «Пл. Липнева — ЛАЗ» та «Пл. Липнева — Рудне».